# Favolaschia subamyloidea
Favolaschia subamyloidea är en svampart som beskrevs av Singer 1974. Favolaschia subamyloidea ingår i släktet Favolaschia och familjen Mycenaceae.   Inga underarter finns listade i Catalogue of Life.